# Корнеев, Иван Борисович
Иван Борисович Корнеев (27 ноября 1952, Таганрог — 16 сентября 2024) — российский скульптор, член-корреспондент РАХ.

## Биография
Родился 27 ноября 1952 года в Таганроге. Учился в таганрогской средней школе № 12. В 1965 году поступил в художественную школу при Академии художеств, которую окончил в 1971 году. В 1978 году окончил скульптурный факультет Института живописи, скульптуры и архитектуры им. И. Е. Репина (мастерская М. К. Аникушина).
Профессор, декан факультета скульптуры Института живописи, скульптуры и архитектуры имени И. Е. Репина.
Жил и работал в Санкт-Петербурге. Умер 16 сентября 2024 года в возрасте 71 года.

## Персональные выставки
- 2007 — «Иван Корнеев». Мраморный зал Петербургской Академии художеств, Санкт-Петербург[3].

## Наиболее известные работы
- Памятник А. А. Собчаку. 2006, Санкт-Петербург.[4][5] (совместно с архитектором В. Б. Бухаевым[6])
- Памятник Д. С. Лихачеву. 2010, Санкт-Петербург.
- Памятник Г. А. Товстоногову. 2010, Санкт-Петербург.[7][8]
- Памятник генералу А. П. Ермолову. 2012.
- Памятник А. И. Маринеско. 2013, Санкт-Петербург.[9][10]
- Памятник Барклаю-де-Толли, 2002, Рига (Лицо и руки. Совместно с Алексеем Мурзиным)